# Ludwig Theodor Zöllner

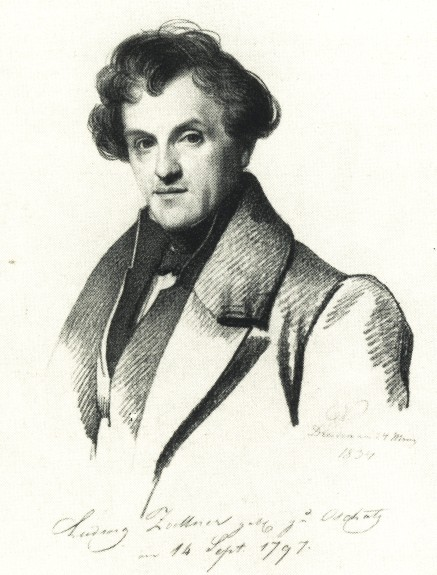
Carl Christian Vogel von Vogelstein – Ludwig Zoellner (1834)

Ludwig Theodor Zöllner (* 28. September 1796 in Oschatz; † 8. Juli 1860 in Dresden) war ein deutscher Zeichner und Lithograf.

## Leben und Werk
Zöllner trat 1822 in die Dresdner Akademie ein. Zwei Jahre später nahm ihn Carl Christian Vogel von Vogelstein in sein Atelier auf. Zöllner, der sich zu Beginn für die Ölmalerei interessierte, wandte sich bald der Lithografie zu.
Auf Betreiben Vogel von Vogelsteins erhielt Zöllner im Jahr 1826 durch König Friedrich August I. von Sachsen ein Stipendium. Es beinhaltete einen einjährigen Aufenthalt in Paris, wo er sich in der Kunst und der Technik der lithografischen Gravur und des Steindrucks ausbilden ließ. Nach einem Aufenthalt in Madrid kehrte er 1831 nach Dresden zurück, wo er eine lithografische Druckwerkstatt eröffnete und eine bedeutende künstlerische Tätigkeit entwickelte.
Er war auf Porträtzeichnungen spezialisiert und schuf zahlreiche Lithografien nach Werken Vogel von Vogelsteins. Zöllner gilt heute als einer der bedeutendsten Lithografen des 19. Jahrhunderts.

## Werke in öffentlichen Sammlungen (Auswahl)
- Staatliche Kunstsammlungen, Dresden
- Ruhr-Universität, Bochum
- Deutsches Historisches Museum, Berlin
- Fine Arts Museums of San Francisco, Achenbach Foundation for Graphic Arts, San Francisco (USA)